# Havetimian
Havetimian (Thymus vulgaris), ofte skrevet have-timian, er en stedsegrøn plante med talrige, små blomster. Planten dufter stærkt af æteriske olier, som gør den sygdomsfri og uspiselig for planteædere. På grund af disse æteriske olier har planten været brugt i lægekunst og madlavning gennem årtusinder.

## Beskrivelse
Havetimian er en stedsegrøn dværgbusk med en opret, senere noget opstigende og busket vækstform. Barken er først rødviolet og fint behåret. Senere bliver den gråbrun. Gamle grene kan have lysebrun, opsprækkende bark. Knopperne er modsatte, meget små, brune og nærmest punktformede. Bladene er linjeformede og helrandede, og de sidder i små, modsatte bundter.
Blomstringen sker i juli, hvor blomsterne sidder i hovedformede stande i bladhjørnerne. De enkelte blomster er svagt lyserøde eller rent hvide og formet som typiske læbeblomster. Frøene er små nødder, som modner godt og spirer villigt på de rette voksesteder.
Rodnettet er kraftigt med dybtgående hovedrødder og fint forgrenede siderødder.
Højde x bredde og årlig tilvækst: 0,30 x 0,30 m (5 x 5 cm/år).

## Hjemsted
Havetimian findes vildtvoksende i maki og garrigue omkring Middelhavet.
Arten vokser i de lyse, stedsegrønne skove ved Carlencas, tæt ved Bédrieux i Hérault, Frankrig, sammen med bl.a. ene, almindelig jordbærtræ, Brachypodium ramosum (en art af stilkaks), Daphne gnidium (en art af dafne), Dorycnium suffruticosum (en art i ærteblomstfamilien), Lonicera implexa (en art af gedeblad), middelhavsene, middelhavskorsved, musetorn, pyrenæisk fyr, rosmarin, rundbladet bærmispel, rødfrugtet ene, steneg, trælyng og vild krap
Havetimian anses for at være forvildet fra dyrkning 

## Anvendelse

### Timian som lægeplante
Timian har været brugt som lægeplante i årtusinder og har en meget kraftig antiseptisk effekt. Forskning viser, at timian har et stort indhold af det desinficerende stof, thymol, som har en bakterie- og svampehæmmende effekt. Thymol er en del af timians æteriske olier, som optages i blodet og udskilles bl.a. i lungerne. Derfor kan det behandle luftvejsinfektioner som f.eks. forkølelse, halsbetændelse og bronkitis.
Timian har ingen bivirkninger hverken som lægeplante eller brugt i madlavning, men gravide skal dog passe på med mængden, da den kan stimulere sammentrækning af livmoderen. Både bladene og blomsterne kan bruges.

### Historisk
Hippokrates (460-370 f. Kr.) kendte allerede til timians helbredende egenskaber og brugte det mod hoste og styrkelse af livsmod.
Romerne badede i timian før de drog i kamp, fordi de mente at det gav styrke og mod. Munkene i middelalderen brugte timian mod hoste, luftvejsinfektioner, tungsind og dårlig fordøjelse og de mente desuden, at det kunne beskytte gravide mod djævlen og stabilisere kvinders hysteriske sind. Timian har været brugt i Norden i meget lang tid, hvad man ser af, at krydderiet indgår i mange af de traditionelle, danske madretter.

### Pasning
Timian foretrækker solrige voksesteder. Dyrkning inden døre bør ske i et solrigt vindue, hvor planten udsættes for sol det meste af dagen. Timian behøver kun sjældent at blive vandet, nemlig når jorden er tør, men planten skal dog ikke begynde hverken at hænge eller visne. Ved en årlig ompotning eller ved at give planten en topdressing med ca. 50 % kompost er der intet behov for gødning. Under vinteren bør planten høstes sparsomt.
| Portal | Portal:Botanik |